# بيتر براون (سياسي جنوب إفريقي)
بيتر براون (بالإنجليزية: Peter Brown)‏ هو سياسي جنوب أفريقي، ولد في 1924 بديربان في جنوب أفريقيا، وتوفي في 2004. حزبياً، نشط في Liberal Party of South Africa ‏.